# Helena Stankiewicz

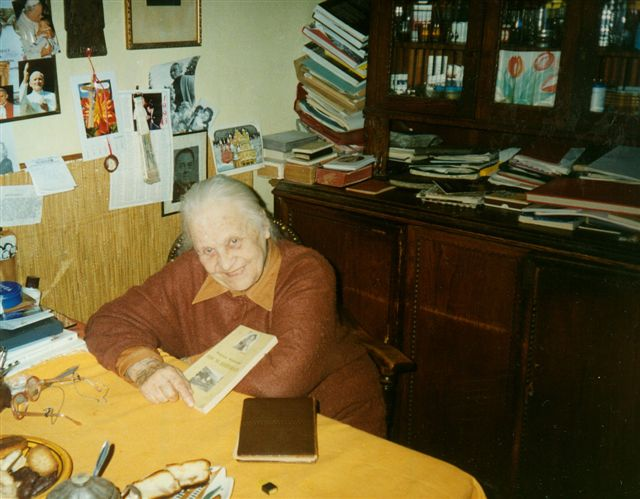
Helena z Zanów Stankiewiczowa, Warszawa, 16 października 1993

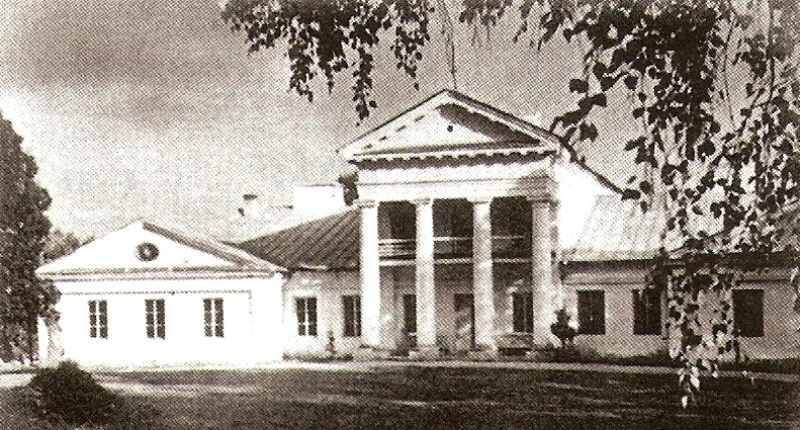
Pałac w Duksztach (obecnie Litwa), miejsce urodzenia Heleny z Zanów Stankiewiczowej, lata międzywojenne

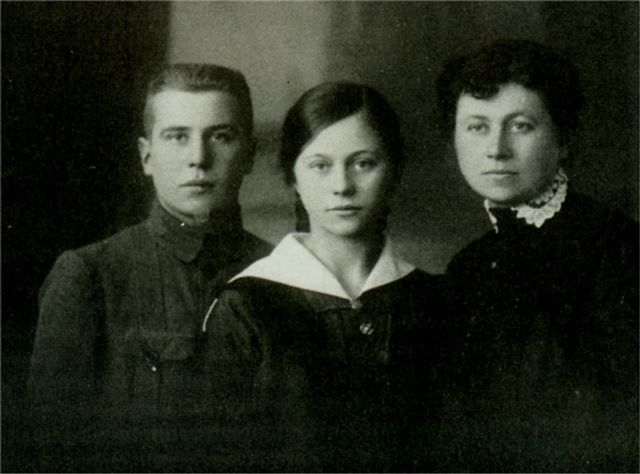
Młoda Helena Zanówna z bratem Tomaszem (1902–1989) i matką, Teresą Dowgiałło

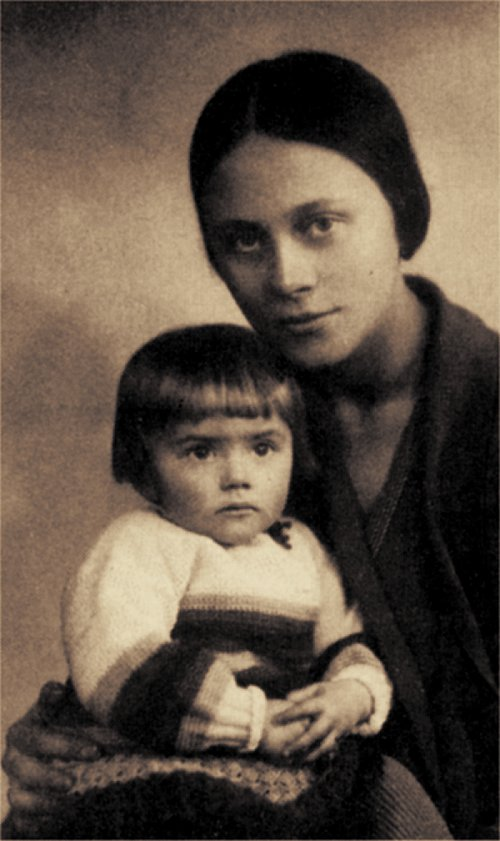
Helena Stankiewicz z córką Marią (1927–1940)

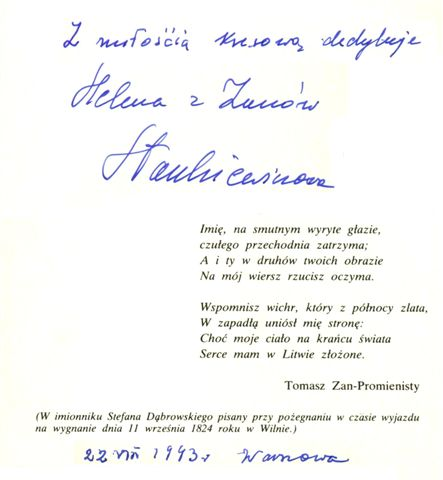
Dedykacja Heleny Stankiewicz w książce Pani na Berżenikach, którą otwiera wiersz Tomasza Zana „Promienistego”

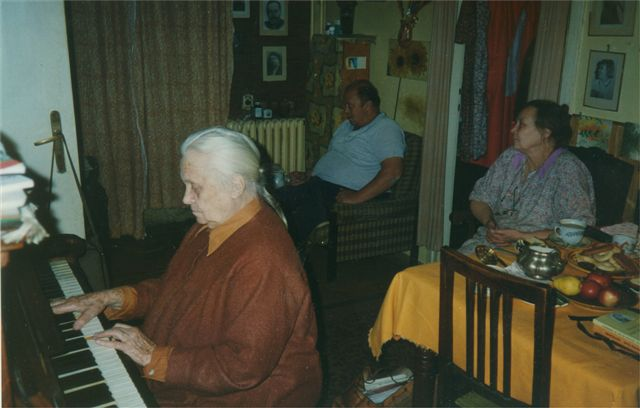
Helena Stankiewicz z dziećmi: Krystyną i Józefem, Warszawa, 16 października 1993

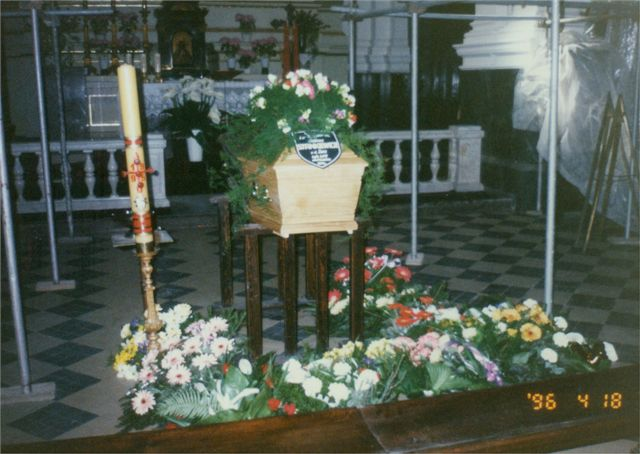
Pogrzeb Heleny Stankiewicz, Warszawa, kościół św. Karola Boromeusza na Cmentarzu Powązkowskim, 18 kwietnia 1996

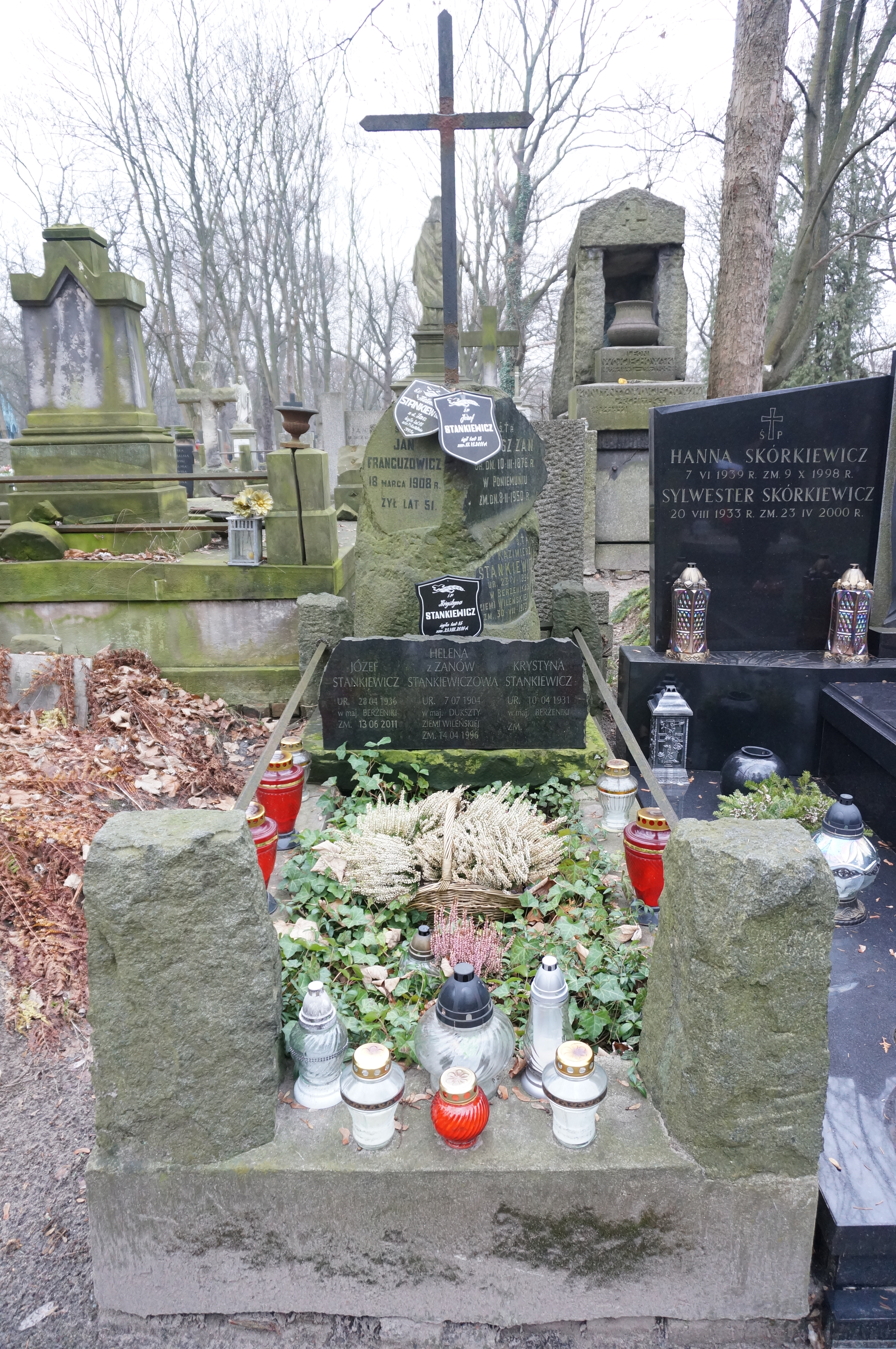
Grób Heleny Stankiewicz na Cmentarzu Powązkowskim

Helena Stankiewicz (ur. 7 lipca 1904 w Duksztach, zm. 14 kwietnia 1996 w Warszawie) – polska działaczka społeczna, autorka wspomnień i wierszy.

## Życiorys
Córka Tomasza Zana (1876–1950) i Teresy Dowgiałło (1884–1945). Prawnuczka Tomasza Zana „Promienistego” (1796–1855), bliskiego przyjaciela Adama Mickiewicza, siostra Tomasza Zana, konspiratora i żołnierza AK. Do wybuchu I wojny światowej (1914 r.) mieszkała w majątku swego ojca w Poniemuniu na Litwie, następnie z rodziną w Rosji, gdzie przebywała do wybuchu rewolucji październikowej. Do Polski powróciła w 1919 r. Uczyła się w gimnazjum polskim w Kownie (Litwa). Po maturze, w 1925 r. wyjechała do rodziny w Polsce. Studiowała na wydziale rolniczym Uniwersytetu Jagiellońskiego w Krakowie. W 1926 r. wyszła za mąż za Kazimierza Stankiewicza (1894–1973) i zamieszkała z mężem w majątku Berżeniki (obecnie Litwa). W 1927 r. urodziła się ich córka Maria (zm. 1940), a następnie Krystyna (1931–2016) oraz syn Józef (1936–2011).
Po wybuchu II wojny światowej cała rodzina została zmuszona do opuszczenia majątku i zamieszkania w Wilnie. Helena Stankiewicz była żołnierzem Armii Krajowej Okręgu Wileńskiego. W 1945 r. Kazimierz Stankiewicz został wywieziony do łagru sowieckiego w Saratowie (skąd wrócił w 1949 r.), a reszta rodziny znalazła się w Warszawie.
Mieszkała na warszawskim Żoliborzu, przy ulicy Krasińskiego 20. Po wojnie pracowała jako kierowniczka stołówki i magazynierka w magazynie narzędzi medycznych. Pochowana 18 kwietnia 1996 r. na Cmentarzu Powązkowskim (kwatera K-6-6).

## Twórczość wspomnieniowa i poetycka
Na początku lat 90. XX wieku w Londynie ukazały się wspomnienia Heleny z Zanów Stankiewiczowej pt. Pani na Berżenikach, spisane przez Wojciecha Wiśniewskiego. Książka stanowiła nieformalną II część wydanych wcześniej w Paryżu rozmów z bratem Heleny Stankiewicz, Tomaszem Zanem (1902–1989), pt. Ostatni z rodu. Rozmowy z Tomaszem Zanem. Publikacja, bogato ilustrowana fotografiami archiwalnymi, stanowi niezwykłe świadectwo historii ziemiaństwa polskiego na Wileńszczyźnie w II Rzeczypospolitej, a potem w powojennej Polsce, w wieku XX. Jest także historyczną opowieścią o losie rodu Zanów. Uzupełnia ją korespondencja autorki z Czesławem Miłoszem.
Helena z Zanów Stankiewiczowa była także autorką wierszy, będących świadectwem losu tych wszystkich, którzy zmuszeni zostali do opuszczenia swych domów na Kresach II Rzeczypospolitej, m.in.:
„W małym mieszkanku”
W małym mieszkanku na trzecim piętrze
Mieszkanko małe, lecz duże wnętrze
Dwa pokoiki małe i ciasne
Lecz miejsca dużo bo serce własne
Nie mamy wielkich tu możliwości
Dać ludziom chcemy trochę radości
Kochać tradycje ojców najświętsze
W małym mieszkanku na trzecim piętrze
Nie ci co szumni nie ci co butni
Ale stroskani prawdziwie smutni
Dla Was otwarte serc naszych wnętrze
W małym mieszkanku na trzecim piętrze
oraz
„Maki”
O maki wy promieniste
Płatki macie jak ogień czerwone
Pod oknem gdzie jabłonie cieniste
Rosłyście w dni szczęściem olśnione
Tak was było wiele tak wiele
Mówiono mi: „zrywaj bo mało”
Dzisiaj rosną osty pokrzywy i chmiele
Bo tam gospodarza nie stało
A gospodarz po ciężkich zmaganiach
Ma mieszkanko na pięterku w mieście
Ma balkonik, a w skrzynkach szczypiorek
Ma ogródek po latach nareszcie
W długiej skrzynce też rośnie nasturcja
I maciejka liliowa skromniutka
By pamiętał gospodarz że kiedyś
Właścicielem był większego ogródka
Idź na balkon i zrywaj szczypiorek
Tak go dużo więc zrywaj do woli
A że maki tam zarosły chwastami
Niech Cię serce gospodarza nie boli

### Publikacje książkowe
- Pani na Berżenikach. Rozmowy z Heleną z Zanów Stankiewiczową (rozmowy przeprowadził Wojciech Wiśniewski; Polska Fundacja Kulturalna, Londyn 1991, ISBN 0-85065-222-7; wydanie 2: Wydawnictwo LTW 2003, ISBN 83-88736-30-2)
- Ostatni z rodu. Rozmowy z Tomaszem Zanem (rozmowy przeprowadził Wojciech Wiśniewski; Editions Spotkania, Paryż 1989, ISBN 2-86914-048-7)
- Leonard Perepeczko (1900–1996), W łagrach na „saratowskim szlaku” (seria: „Biblioteka Zesłańca”; posłowiem i przypisami opatrzył Aleksander Srebrakowski; Polskie Towarzystwo Ludoznawcze, Wrocław 1993)

### Recenzje i publikacje prasowe
- Krzysztof Masłoń, Smak wileńskiego chleba, „Rzeczpospolita”, 16,05,1992
- Alina Gutek, Pamięć i trwanie, „Zwierciadło” nr 8/1751, sierpień 1992
- I. Miklasiewicz, Trochę Wilna w Warszawie, czyli spotkanie z prawnuczką Promienistego – Heleną z Zanów Stankiewiczową, „Spotkanie” (Wilno), nr 8/32, sierpień 1995
- Mariusz Kubik, Pożegnania – Helena z Zanów Stankiewiczowa (1904–1996), „Gazeta Wyborcza” („Stołeczna”), 14,04,1997